# Srpskohrvatski jezik
Srpskohrvatski jezik (ćirilica: српскохрватски), poznat i kao hrvatskosrpski, hrvatsko-bosansko-srpski ili bosansko-hrvatsko-crnogorsko-srpski (eng. Bosnian-Croatian-Montenegrin-Serbian, skr. BCMS), naziv je koji se ponegdje upotrebljava za sve govore Hrvata, Srba, Bošnjaka i Crnogoraca, za službeni jezik Kraljevine Jugoslavije te za dogovoreni zajednički jezik četiriju država SFRJ od 1954. do 1991. godine. Pojam je kao takav skovao Jacob Grimm u svojem prijevodu gramatike srpskoga jezika Vuka Karadžića 1824. godine.
Vode se dalekosežne rasprave oko toga je li srpskohrvatski stvaran jezik koji obuhvaća sve oblike govora zapadnojužnoslavenske grane slavenskih jezika (tzv. naški), ili se radi o isključivo političkoj jezičnoj kategoriji, za koju neki tvrde da činjenično ne postoji.
Ideja zajedničkog južnoslavenskog jezika seže barem od doba Ilirizma, kada su predstavnici Ilirskog pokreta potpisali Bečki književni dogovor za osnutak jedinstvenog štokavsko-ijekavskog književnog jezika za govornike hrvatskoga i srpskoga.

## Povijest

### 21. stoljeće
U slavistici se u inozemstvu i dalje upotrebljavaju sjedinjavajući nazivi poput »srpskohrvatskoga« i »bosansko-hrvatsko-srpskoga«, kojima su označeni studiji jugoslavistike na Cambridgeu, Oxfordu, Sorbonni, Sveučilištu Arizone u Phoenixu i drugdje. Jedan od razloga tomu je malena zainteresiranost za individualne južnoslavenske jezike.
Godine 2017. preko 200 intelektualaca iz država bivše SFRJ potpisalo je Deklaraciju o zajedničkom jeziku, koja nalaže da hrvatski, crnogorski, srpski i bošnjački jezik imaju zajednički, pluricentrični standardni jezik, oslanjajući se pritom poglavito na međusobnu razumljivost četiriju jezika kod materinskih govornika. Deklaracija također tvrdi da »nasilno razdvajanje« standarda na četiri inačice za posljedicu ima »niz negativnih društvenih, kulturnih i političkih pojava«. Ipak, podržava zasebno kodificiranje standardnih nacionalnih inačica »srpskohrvatskoga«, pozivajući istovremeno na prekidanje »diskriminacije« na osnovi jezika u sklopu obrazovnih i javnih institucija.

## Stajališta

### Suvremeno jezikoslovlje
Među državama nasljednicama Jugoslavije, srpskohrvatski se jezik danas smatra »povijesno-političkim fenomenom«. Hrvatska jezikoslovka Anita Peti-Stantić smatra da je srpskohrvatski kao standardizirani službeni jezik imao »izrazit vanjski identitet«, zbog čega je u inozemstvu odavao snažan dojam jedinstvenosti, ali da izuzev službene uporabe nije imao funkciju u društvu svoga navodnog govornog područja. Stantić tvrdi da su stanovnici toga područja ustvari koristili zasebni hrvatski i srpski jezik. Novinarka Smiljana Rendić srpskohrvatski je jezik 1971. godine opisala kao »torturu rastapanja hrvatskoga identiteta«.
Srpski jezikoslovac Miloš Kovačević smatra da je srpskohrvatski ustvari bio srpski jezik pod drugim nazivom, slažući se da je stvoren u političke svrhe. Ranko Bugarski, lingvist sa Sveučilišta u Beogradu, ipak smatra da se »u znanstvenom smislu« radi o jedinstvenom jeziku, ali da administrativno postoji jasna razlika između njih četiri.
Usprkos stajalištima mnogih hrvatskih i srpskih, velik broj drugih jezikoslovaca smatra da je zapravo riječ o makrojeziku i dijalekatskom kontinuumu s četiri službene standardne inačice: hrvatskom, bošnjačkom, crnogorskom i srpskom. Snježana Kordić, hrvatska lingvistkinja, argumentira kako bi se sva četiri jezika trebala identificirati kao jedan takav makrojezik na temelju međusobne razumljivosti te sličnosti u sustavu jezika i štokavskoj dijalekatskoj osnovici. Paul Louis-Thomas, slavist sa Sveučilišta u Sorbonni, iznio je da je međusobna razumljivost govornika »srpskohrvatskoga« veća od one standardnih inačica engleskoga, francuskoga, njemačkoga ili španjolskoga jezika. Profesor lingvistike John Frederick Bailyn smatra da je međusobna razumljivost četiriju jezika »gotovo stopostotna«.

### Javnost
U anketama provedenim u BiH, Hrvatskoj, Srbiji i Crnoj Gori 2023. godine, tek 12,2 % ispitanika iz Hrvatske odgovorilo je da govore istim jezikom kao stanovnici druge 3 države, dok je u Srbiji omjer skoro obratan (samo 25,7 % je tvrdilo da su jezici odvojeni).
Najveći postotak ljudi koji smatraju da se radi o istom jeziku nalazio se među Srbima u Crnoj Gori (89,6 %), Srbima u BiH (80,5 %), Bošnjacima u BiH (68,3 %), te Crnogorcima u Crnoj Gori (52,3 %).

### ISO klasifikacija
Od 2000. godine, standard ISO 639 srpskohrvatski priznaje kao makrojezik. Istodobno su iz uporabe uklonjeni jezični kodovi koji su ga predstavljali u standardima ISO 639-1 te ISO 639-2.

## U Hrvatskoj

### Međusobna razumljivost
Godine 2014. Dario Lečić objavio je istraživanje u kojem je promatrao praktično korištenje jezika 40 govornika hrvatskog, iz različitih krajeva Republike Hrvatske, koji su u obrazovni sustav ušli nakon 1991. godine. Većina tih govornika razumije, a ponekad i koristi lekseme koji su učestali u srpskom jeziku (točak, stepen, bure, učestvovati, duvati, pertla i slično). Pri tome govornici hrvatskog neke od standardnih srpskih leksema koriste rijetko ili nikad. Tako primjerice ne koriste izraze prijatno i „pomjeri se” (već „dobar tek” i „pomakni se”), ali često koriste izraze spisak i pertla (umjesto standardnohrvatskih riječi popis i vezica). Mnoge riječi iz srpskoga, osobito one koje su manje učestale (poput aždaja, cicija, drum, hartija i talas) veliki ili čak pretežni dio tih mlađih govornika hrvatskoga ne razumije.

## Vanjske poveznice
- Ethnologue (14th) o makrojeziku Savezne Republike Jugoslavije
- Ethnologue (16th) o makrojeziku Republike Srbije